# أنس العمادي
أنس بن عيسى العمادي هو قارئ قرآن بحريني وإمام جامع عبد الله ناس بمدينة الحد، ولد عام 1403 هـ - 1983 م، متزوج وله ولد وبنت، وحاصل على شهادة بكالوريوس في كلية الدراسات الإسلامية واللغة العربية بدبي.
كما حصل الشيخ أنس على درجة الدكتوراة بامتياز في التفسير وعلوم القرآن من جامعة الملك فيصل بمحافظة الأحساء - المملكة العربية السعودية - كلية الشريعة والدراسات الإسلامية – قسم الدراسات الإسلامية، وذلك ظهر اليوم الأربعاء 28 ذو القعدة 1445هـ الموافق 5 يونيو 2024 
وعنوان رسالته:
"الاختلاف في الوقف والابتداء بين مصحفي المدينة النبوية ومصحف مملكة البحرين - دراسة مقارنة"

## تعلمه للقرآن
بدأ حفظ وتعلم القرآن الكريم عام 1988 م، في الفرع الرئيسي بمركز عبد الله بن مسعود لتحفيظ القرآن الكريم بمدينة الحد حيث تتلمذ على يد القارئ عبد الحليم محمود والقارئ إبراهيم عبدالله المناعي، ثم انتقل إلى فرع مسجد جبر المسلّم عام 1999 م وتابع تعليمه مع الشيخ عادل زمان، وحينها ساهم في تدريس الطلبة إلى جانب دراسته، وفي سنة 2001 م، غادر إلى الإمارات العربية المتحدة لدراسة الشريعة في كلية الدراسات الإسلامية والعربية، وهناك قرأ القرآن وحصل على رواية حفص عن عاصم من الشيخ محمد أحمد شقرون من الجزائر، وفي سنة 2005 م أنهى دراسته الجامعية، وعاد إلى البحرين، وبعد ذلك قرأ القرآن على أم السعد علي نجم شيخة قراء الإسكندرية، وحصل منها على رواية حفص عن عاصم عن طريق «الشاطبية» وطريق «الطيّبة»، وأيضًا رواية شعبة عن عاصم، وكان ذلك في البحرين.

## المسابقات والمشاركات القرآنية
- عام 2002م: حصل على المركز الأول في 20 جزء بمسابقة البحرين الكبرى.
- عام 2003م: حصل على المركز الخامس في القرآن الكريم كاملاً بمسابقة دبي الدولية، من بين 60 دولة مشاركة.
- عام 2003م أيضاً: حصل على المركز الأول في القرآن الكريم كاملاً بمسابقة البحرين الكبرى.
- عام 2004م: حصل على المركز الأول في القرآن الكريم كاملاً بمسابقة سيد جنيد عالم، من بين دول مجلس التعاون.[3]

## روابط خارجية
- نبذة عن القارئ أنس العمادي
- تلاوات القارئ أنس العمادي
- تلاوات القارئ أنس العمادي